# Phegopteris hexagonoptera
Phegopteris hexagonoptera är en kärrbräkenväxtart som först beskrevs av Michx., och fick sitt nu gällande namn av Fée. Phegopteris hexagonoptera ingår i släktet Phegopteris och familjen Thelypteridaceae. Inga underarter finns listade.

## Bildgalleri

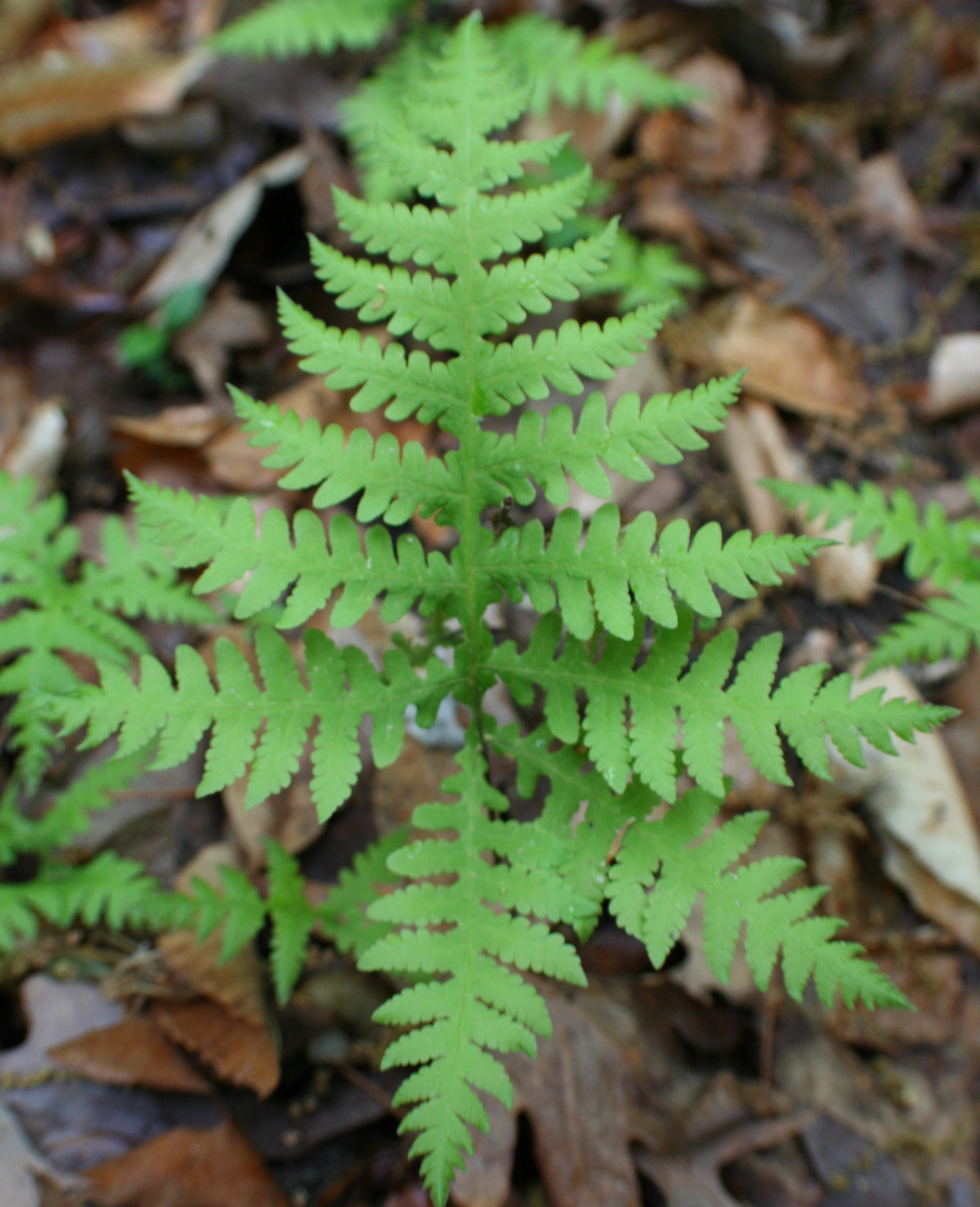
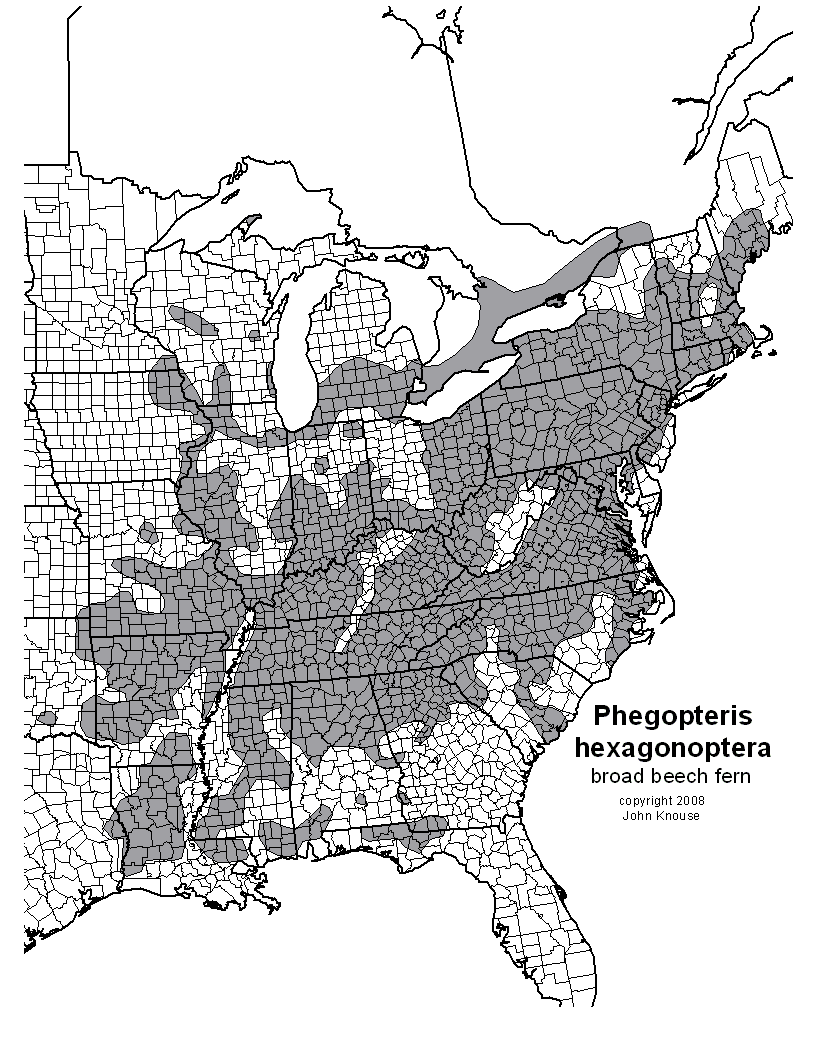
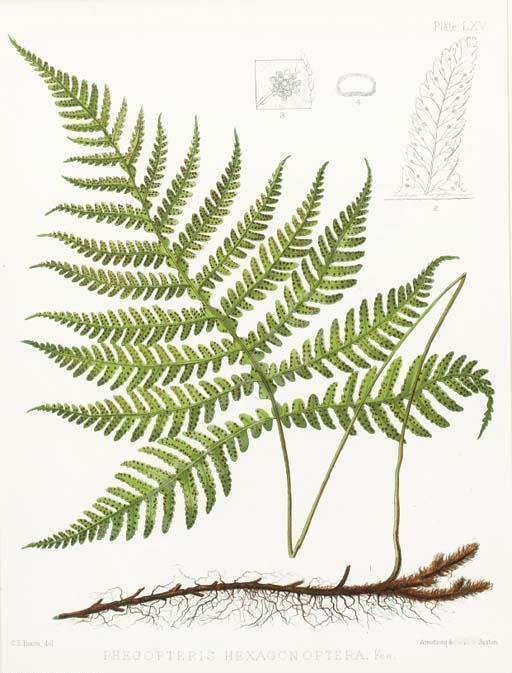
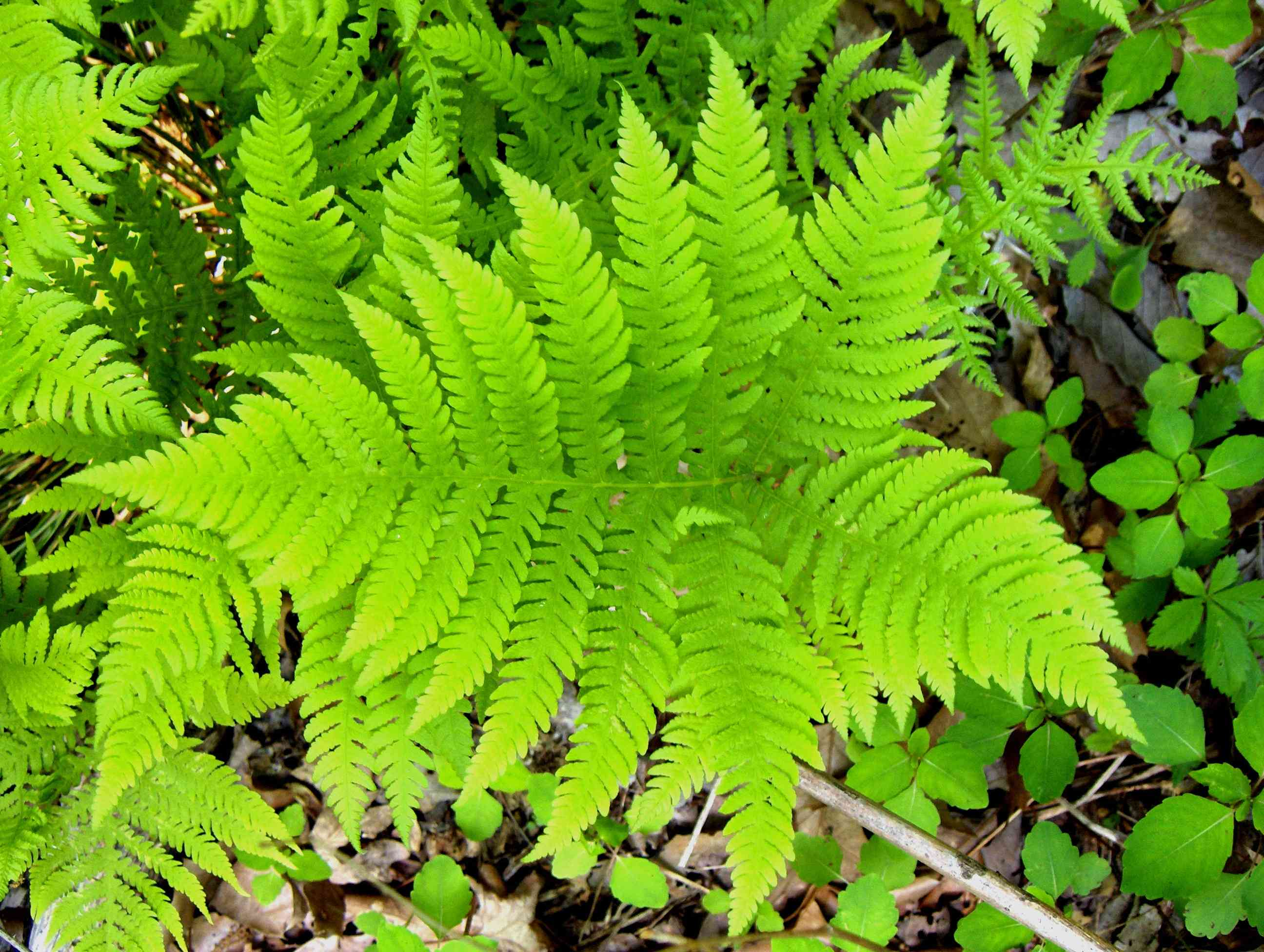